# Carolina Hurricanes
Carolina Hurricanes är en amerikansk ishockeyorganisation vars lag är baserat i Raleigh i North Carolina och som har varit medlemsorganisation i National Hockey League (NHL) sedan 1979. Organisationen grundades 1972 i Boston i Massachusetts som New England Whalers och spelade i World Hockey Association (WHA) fram tills 1974 när Whalers flyttade till West Springfield i Massachusetts. Redan i januari 1975 flyttades organisationen igen och den här gången till Hartford i Connecticut. 1979 lades WHA ned som ishockeyliga och Whalers anslöt sig till NHL och då med namnet Hartford Whalers efter påtryckningar från den framtida konkurrenten Boston Bruins. Den 6 maj 1997 flyttades Whalers till Raleigh och blev Carolina Hurricanes. Hemmaarenan är Lenovo Center som har varit till organisationens förfogande sedan den invigdes den 29 oktober 1999 som Raleigh Entertainment & Sports Arena. Laget spelar i Metropolitan Division tillsammans med Columbus Blue Jackets, New Jersey Devils, New York Islanders, New York Rangers, Philadelphia Flyers, Pittsburgh Penguins och Washington Capitals.
Hurricanes har vunnit Stanley Cup en gång och det var för säsongen 2005–2006. Laget har haft en del namnkunniga spelare genom åren som till exempel Eric Staal, Rod Brind'Amour, Ron Francis, Glen Wesley, Artūrs Irbe, Erik Cole, Bret Hedican, Kevin Dineen, Jeff O'Neill, Ray Whitney, Justin Williams, Cory Stillman och Sami Kapanen.

## Historik

### Stanley Cup-spel

#### 1990-talet
- 1998 – Missade slutspel.
- 1999 – Förlorade i första ronden mot Boston Bruins med 2–4 i matcher.

#### 2000-talet
- 2000 – Missade slutspel.
- 2005 – Lockout.
- 2006 – Vann finalen mot Edmonton Oilers med 4–3 i matcher.
  - Craig Adams, Kevyn Adams, Anton Babchuk, Rod Brind'Amour (C), Erik Cole, Mike Commodore, Matt Cullen, Martin Gerber, Bret Hedican, Andrew Hutchinson, František Kaberle, Andrew Ladd, Chad LaRose, Mark Recchi, Eric Staal, Cory Stillman, Oleg Tverdovskij, Josef Vašíček, Niclas Wallin, Aaron Ward, Cam Ward, Doug Weight, Glen Wesley, Ray Whitney & Justin Williams – Peter Laviolette
- 2007 – Missade slutspel.
- 2009 – Förlorade i tredje ronden mot Pittsburgh Penguins med 0–4 i matcher.

#### 2010-talet
- 2010 – Missade slutspel.
- 2019 – Förlorade i tredje ronden mot Boston Bruins med 0–4 i matcher.

#### 2020-talet
- 2020 – Förlorade i första ronden mot Boston Bruins med 1–4 i matcher.
- 2025 – Förlorade i tredje ronden mot Florida Panthers med 1–4 i matcher.

## Nuvarande spelartrupp

### Spelartruppen 2025/2026
Senast uppdaterad: 22 juli 2025.

Alla spelare som har kontrakt med Carolina Hurricanes och har spelat för dem under aktuell säsong listas i spelartruppen. Spelarnas löner är i amerikanska dollar och är vad de skulle få ut om spelarna vore i NHL-truppen under hela grundserien (oktober–april). Löner i kursiv stil är ej bekräftade.
| Målvakter                                                                                     | Målvakter | Målvakter              | Målvakter              | Målvakter   | Målvakter | Målvakter | Målvakter      | Målvakter                   | Målvakter | Målvakter |
| Nr                                                                                            |           | Namn                   | Namn                   | Lön 25/26   |           | Kontrakt  | Kom till laget | Kom ifrån                   |           |           |
| --------------------------------------------------------------------------------------------- | --------- | ---------------------- | ---------------------- | ----------- | --------- | --------- | -------------- | --------------------------- | --------- | --------- |
| 31                                                                                            | Danmark   | Frederik Andersen      | Frederik Andersen      | $2 750 000  | [ 11 ]    | 2026      | 2021           | Toronto Maple Leafs         |           |           |
| 52                                                                                            | Ryssland  | Pjotr Kotjetkov        | Pjotr Kotjetkov        | $1 750 000  | [ 12 ]    | 2027      | 2023           | Syracuse Crunch             |           |           |
| --                                                                                            | Ryssland  | Ruslan Khazhejev       | Ruslan Khazhejev       | $845 000    | [ 13 ]    | 2027      | 2024           | Belye Medvedi               |           |           |
| --                                                                                            | Ryssland  | Amir Miftachov         | Amir Miftachov         | $775 000    | [ 14 ]    | 2026      | 2025           | Ak Bars Kazan               |           |           |
| --                                                                                            | USA       | Cayden Primeau         | Cayden Primeau         | $775 000    | [ 15 ]    | 2026      | 2025           | Rocket de Laval             |           |           |
| --                                                                                            | Tyskland  | Nikita Quapp           | Nikita Quapp           | $775 000    | [ 16 ]    | 2027      | 2025           | Düsseldorfer EG             |           |           |
| Backar                                                                                        |           |                        |                        |             |           |           |                |                             |           |           |
| Nr                                                                                            |           | Namn                   | Namn                   | Lön 25/26   |           | Kontrakt  | Kom till laget | Kom ifrån                   |           |           |
| 4                                                                                             | USA       | Shayne Gostisbehere    | Shayne Gostisbehere    | $3 200 000  | [ 17 ]    | 2027      | 2024           | Detroit Red Wings           |           |           |
| 5                                                                                             | USA       | Jalen Chatfield        | Jalen Chatfield        | $3 000 000  | [ 18 ]    | 2027      | 2021           | Chicago Wolves              |           |           |
| 6                                                                                             | USA       | Dominik Badinka        | Dominik Badinka        | $867 350    | [ 19 ]    | 2028      | 2024           | Malmö Redhawks              |           |           |
| 21                                                                                            | Ryssland  | Aleksandr Nikisjin     | Aleksandr Nikisjin     | $925 000    | [ 20 ]    | 2026      | 2025           | SKA Sankt Petersburg        |           |           |
| 26                                                                                            | Kanada    | Sean Walker            | Sean Walker            | $4 000 000  | [ 21 ]    | 2029      | 2024           | Colorado Avalanche          |           |           |
| 47                                                                                            | Finland   | Aleksi Heimosalmi      | Aleksi Heimosalmi      | $775 000    | [ 22 ]    | 2026      | 2024           | Ässät                       |           |           |
| 62                                                                                            | Kanada    | Charles-Alexis Legault | Charles-Alexis Legault | $927 500    | [ 23 ]    | 2027      | 2024           | Quinnipiac Bobcats          |           |           |
| 64                                                                                            | Sverige   | Joel Nyström           | Joel Nyström           | $925 000    | [ 24 ]    | 2026      | 2024           | Färjestad BK                |           |           |
| 74                                                                                            | USA       | Jaccob Slavin − A      | Jaccob Slavin − A      | $8 000 000  | [ 25 ]    | 2033      | 2015           | Charlotte Checkers          |           |           |
| 89                                                                                            | USA       | Domenick Fensore       | Domenick Fensore       | $775 000    | [ 26 ]    | 2026      | 2025           | Chicago Wolves              |           |           |
| 91                                                                                            | Kanada    | Ronan Seeley           | Ronan Seeley           | $813 750    | [ 27 ]    | 2026      | 2022           | Everett Silvertips          |           |           |
| --                                                                                            | USA       | Gavin Bayreuther       | Gavin Bayreuther       | $775 000    | [ 28 ]    | 2026      | 2025           | HC Lausanne                 |           |           |
| --                                                                                            | USA       | K'Andre Miller         | K'Andre Miller         | $7 500 000  | [ 29 ]    | 2033      | 2025           | New York Rangers            |           |           |
| --                                                                                            | USA       | Bryce Montgomery       | Bryce Montgomery       | $854 910    | [ 30 ]    | 2027      | 2024           | South Carolina Stingrays    |           |           |
| --                                                                                            | USA       | Mike Reilly            | Mike Reilly            | $1 100 000  | [ 31 ]    | 2026      | 2025           | New York Islanders          |           |           |
| Forwards                                                                                      |           |                        |                        |             |           |           |                |                             |           |           |
| Nr                                                                                            |           | Namn                   | Pos                    | Lön 25/26   |           | Kontrakt  | Kom till laget | Kom ifrån                   |           |           |
| 11                                                                                            | Kanada    | Jordan Staal − C       | C/VF                   | $2 650 000  | [ 32 ]    | 2027      | 2012           | Pittsburgh Penguins         |           |           |
| 16                                                                                            | Kanada    | Ryan Suzuki            | C                      | $775 000    | [ 33 ]    | 2026      | 2025           | Chicago Wolves              |           |           |
| 20                                                                                            | Finland   | Sebastian Aho          | C                      | $12 000 000 | [ 34 ]    | 2032      | 2016           | Oulun Kärpät                |           |           |
| 22                                                                                            | Kanada    | Logan Stankoven        | C                      | $800 000    | [ 35 ]    | 2034      | 2025           | Dallas Stars                |           |           |
| 24                                                                                            | Kanada    | Seth Jarvis            | HF                     | $10 950 000 | [ 36 ]    | 2032      | 2021           | Portland Winterhawks        |           |           |
| 27                                                                                            | Kanada    | Tyson Jost             | C                      | $775 000    | [ 37 ]    | 2026      | 2024           | Chicago Wolves              |           |           |
| 28                                                                                            | Kanada    | William Carrier        | VF                     | $2 500 000  | [ 38 ]    | 2030      | 2024           | Vegas Golden Knights        |           |           |
| 29                                                                                            | Kanada    | Bradly Nadeau          | VF                     | $950 000    | [ 39 ]    | 2028      | 2024           | Maine Black Bears           |           |           |
| 36                                                                                            | Sverige   | Felix Unger Sörum      | HF                     | $860 000    | [ 40 ]    | 2028      | 2024           | Leksands IF                 |           |           |
| 37                                                                                            | Ryssland  | Andrej Svetjnikov      | VF/HF                  | $10 000 000 | [ 41 ]    | 2029      | 2018           | Barrie Colts                |           |           |
| 38                                                                                            | Sverige   | Noel Gunler            | HF/VF                  | $813 750    | [ 42 ]    | 2026      | 2022           | Brynäs IF                   |           |           |
| 46                                                                                            | Kanada    | Justin Robidas         | C                      | $825 000    | [ 43 ]    | 2026      | 2025           | Chicago Wolves              |           |           |
| 48                                                                                            | Kanada    | Jordan Martinook − A   | VF/HF                  | $3 050 000  | [ 44 ]    | 2027      | 2018           | Arizona Coyotes             |           |           |
| 50                                                                                            | USA       | Eric Robinson          | VF                     | $1 700 000  | [ 45 ]    | 2029      | 2024           | Buffalo Sabres              |           |           |
| 53                                                                                            | USA       | Jackson Blake          | HF                     | $925 000    | [ 46 ]    | 2034      | 2024           | North Dakota Fighting Hawks |           |           |
| 54                                                                                            | Finland   | Juha Jääskä            | VF/HF                  | $775 000    | [ 47 ]    | 2027      | 2025           | Chicago Wolves              |           |           |
| 71                                                                                            | Kanada    | Taylor Hall1 − 2010    | VF                     | $3 500 000  | [ 48 ]    | 2028      | 2025           | Chicago Blackhawks          |           |           |
| 76                                                                                            | USA       | Skyler Brind'Amour     | C                      | $775 000    | [ 49 ]    | 2026      | 2025           | Chicago Wolves              |           |           |
| 77                                                                                            | Kanada    | Mark Jankowski         | C/VF                   | $825 000    | [ 50 ]    | 2026      | 2025           | Nashville Predators         |           |           |
| 82                                                                                            | Finland   | Jesperi Kotkaniemi     | C                      | $4 820 000  | [ 51 ]    | 2030      | 2021           | Montreal Canadiens          |           |           |
| --                                                                                            | Danmark   | Nikolaj Ehlers         | HF/VF                  | $10 000 000 | [ 52 ]    | 2031      | 2025           | Winnipeg Jets               |           |           |
| --                                                                                            | USA       | Josiah Slavin          | C                      | $775 000    | [ 53 ]    | 2026      | 2024           | Toronto Marlies             |           |           |
| --                                                                                            | Ryssland  | Gleb Trikozov          | YF/C                   | $862 500    | [ 54 ]    | 2027      | 2024           | Omskie Krylja               |           |           |
| Positioner: C – HF – VF – YF \| C = Lagkapten; A = Assisterande lagkapten \| = Långtidsskadad |           |                        |                        |             |           |           |                |                             |           |           |

#### Spelargalleri

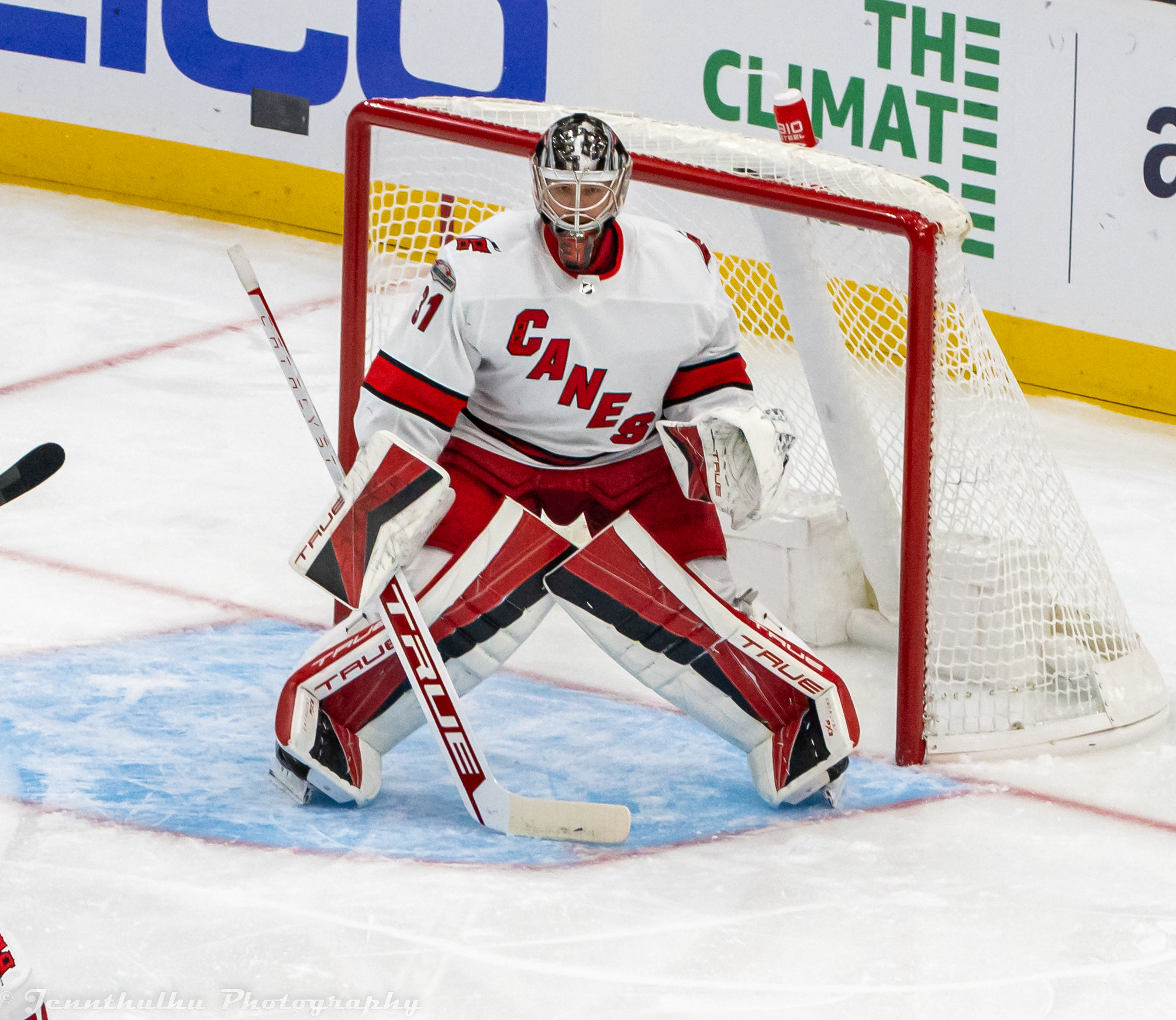
Frederik Andersen
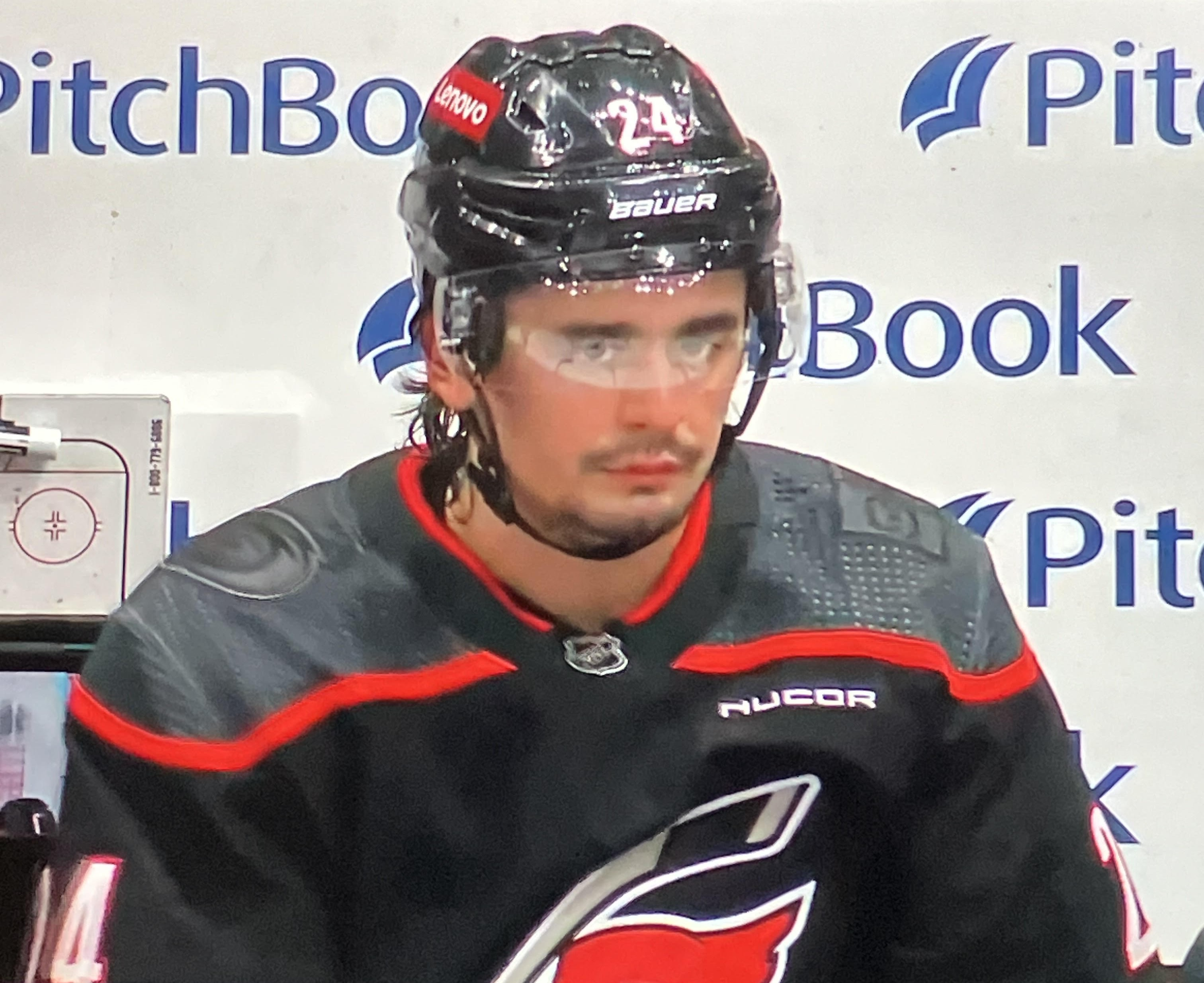
Seth Jarvis
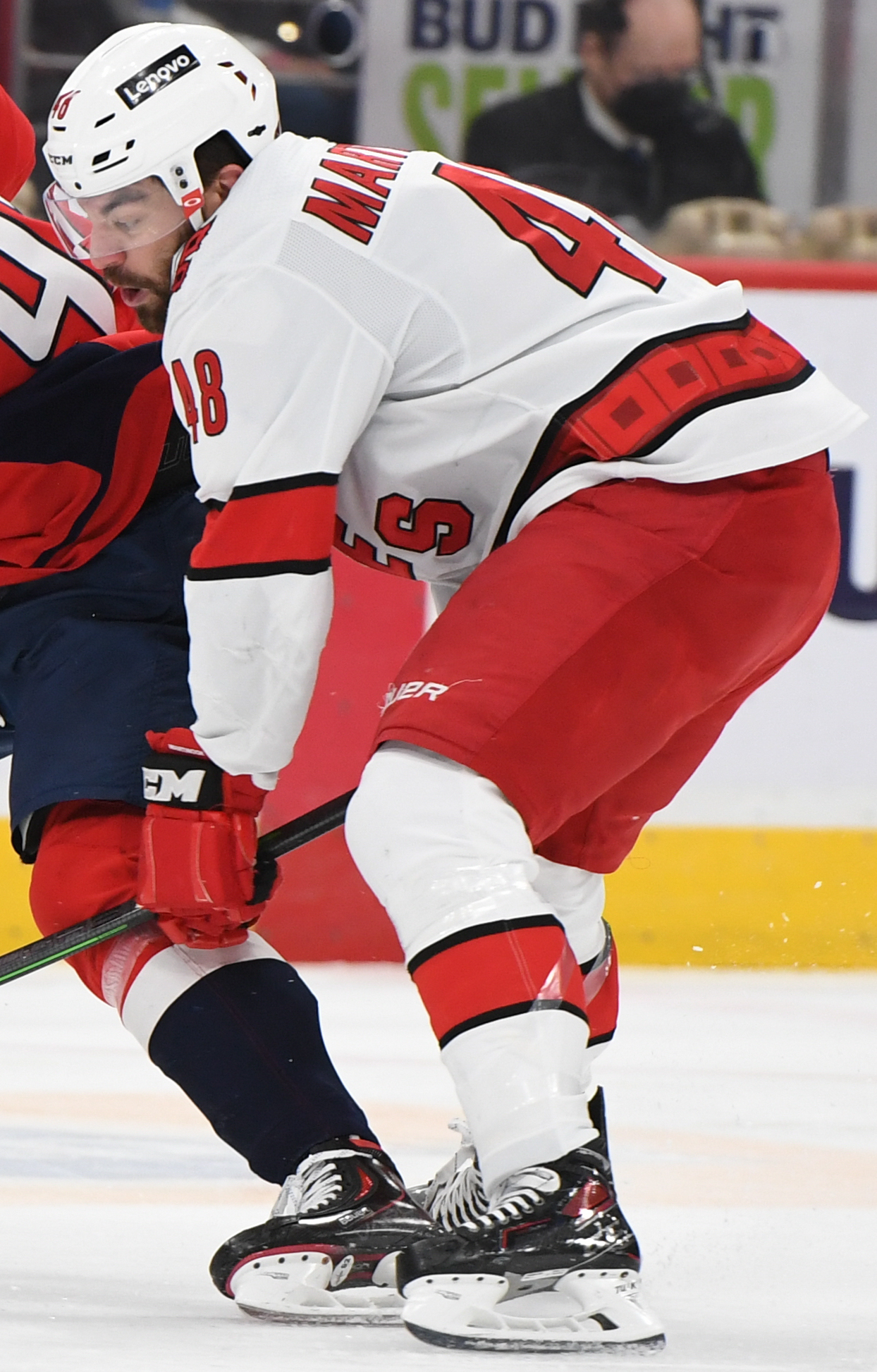
Jordan Martinook
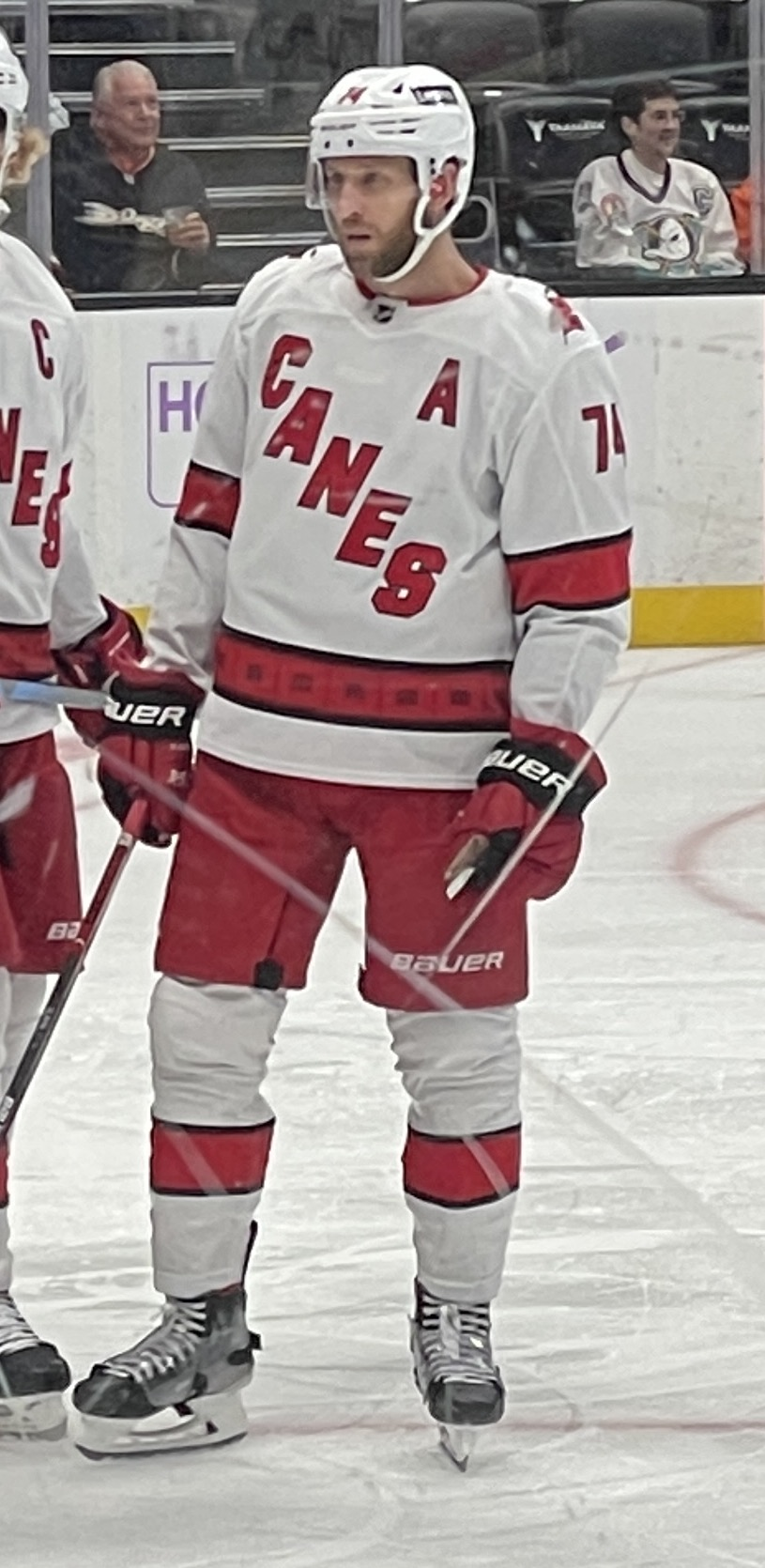
Jaccob Slavin

## Staben

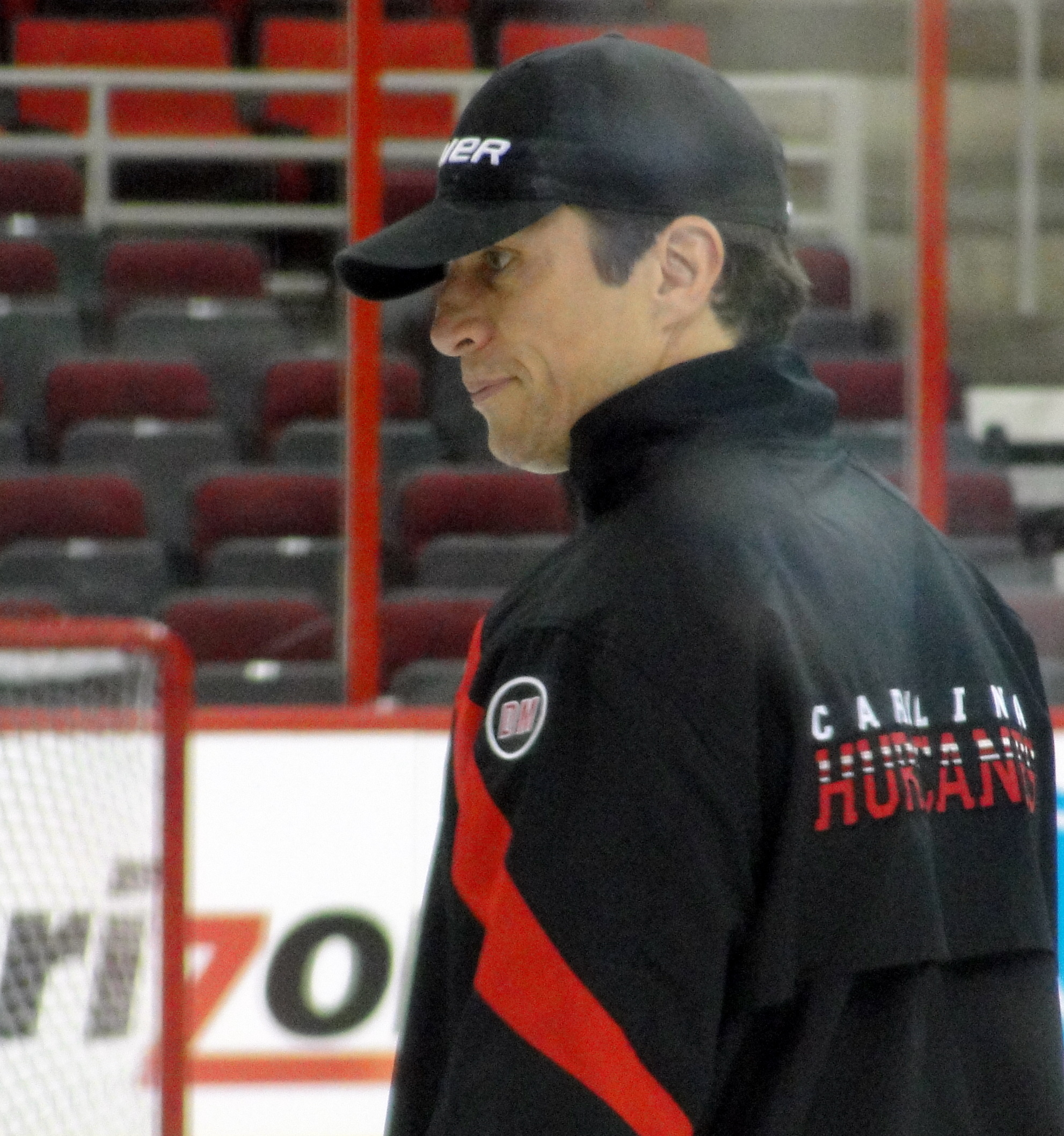
Rod Brind'Amour, 2011.

Uppdaterat: 25 maj 2024
| Yrkestitel                      | Namn            |
| ------------------------------- | --------------- |
| General manager                 | Eric Tulsky     |
| Tränare                         | Rod Brind'Amour |
| Assisterande tränare            | Dean Chynoweth  |
|                                 | Jeff Daniels    |
| Målvaktstränare                 | Vakant          |
| Ansvarig för backutveckling     | Tim Gleason     |
| Ansvarig för forwardsutveckling | Sergej Samsonov |
| Videotränare                    | Chris Huffine   |

## Utmärkelser

### Pensionerade nummer
Tre spelares nummer har blivit "pensionerade" av organisationen, det vill säga ingen annan spelare kommer någonsin att få använda samma nummer i Carolina Hurricanes, medan tre andra har blivit det inofficiellt. Ytterligare ett nummer har blivit pensionerat av själva ligan.
| Officiellt - #2 – Glen Wesley 1994–2008 - #10 – Ron Francis 1981–1991 (Whalers), 1998–2004 - #17 – Rod Brind'Amour 2000–2010 - #99 – Wayne Gretzky (NHL) | Inofficiellt - #3 – Steve Chiasson 1997–1999 - #9 – Gordie Howe 1976–1980 (New England/Whalers) - #63 – Josef Vašíček, 2000–2006 |

### Hall of Famers
För HHoF, GM, tränare och lagkaptener för New England/Hartford Whalers, se Hartford Whalers.

#### Spelare
| - Ron Francis (Invald 2007) - Spelade i Hurricanes mellan 1998 och 2004. |

### Troféer
| Stanley Cup - 2005–2006 Prince of Wales Trophy - 2001–2002 & 2005–2006 Calder Memorial Trophy - Jeff Skinner: 2010–2011 Conn Smythe Trophy - Cam Ward: 2005–2006 | Frank J. Selke Trophy - Rod Brind'Amour: 2005–2006 & 2006–2007 King Clancy Memorial Trophy - Ron Francis: 2001–2002 Lady Byng Memorial Trophy - Ron Francis: 2001–2002 Lester Patrick Trophy - Peter Karmanos, Jr.: 1997–1998 |

## General managers
| - Jim Rutherford, 1997–20141 - Ron Francis, 2014–2018 | - Don Waddell, 2018–2024 - Eric Tulsky, 2024– |

## Tränare
| - Paul Maurice, 1997–2003 - Peter Laviolette, 2003–20081 - Paul Maurice, 2008–2011 | - Kirk Muller, 2011–2014 - Bill Peters, 2014–2018 - Rod Brind'Amour, 2018– |

## Lagkaptener
| - Kevin Dineen, 1997–1998 - Keith Primeau, 1998–1999 - Ron Francis, 1999–2004 - Rod Brind'Amour, 2005–20101 - Eric Staal, 2010–2016 | - Justin Faulk (bortamatcher), 2017–2018 - Jordan Staal (hemmamatcher), 2017–2018 - Justin Williams 2018–2019 - Jordan Staal, 2019– |

1 Vann Stanley Cup med Hurricanes.

## Statistik
För statistik för New England/Hartford Whalers, se Hartford Whalers.

### Grundserien
- Flest mål under en säsong: Eric Staal, 45 (2005–2006)
- Flest assists under en säsong: Rod Brind'Amour, 56 (2006–2007)
- Flest poäng under en säsong: Eric Staal, 100 (45 mål + 55 assists) (2005–2006)
- Flest utvisningsminuter under en säsong: Stu Grimson, 204 ([1997–1998
- Flest poäng under en säsong av en back: Joni Pitkänen, 46 (6 mål + 40 assists) (2009–2010)
- Flest vinster under en säsong: Cam Ward, 39 (2008–2009)
- Flest "shutouts" (hålla nollan) under en säsong: Artūrs Irbe (1998–1999 & (1999–2000), Cam Ward (2008–2009) & Kevin Weekes (2003–2004), 6

### Lag
- Flest poäng under en säsong: 112 (2005–2006)
- Flest gjorda mål under en säsong: 294 (2005–2006)
- Flest insläppta mål under en säsong: 260 (2005–2006)
- Flest vinster under en säsong: 52 (2006–2007)
- Flest förluster under en säsong: 43 (2002–2003)

## Svenska spelare
Uppdaterat: 2017-03-11
| Målvakter  | Målvakter | Målvakter | Målvakter | Målvakter | Målvakter | Målvakter  | Målvakter | Målvakter | Målvakter | Målvakter | Målvakter | Målvakter | Målvakter  | Målvakter | Målvakter | Målvakter | Målvakter   | Målvakter |
| Spelare    | Nr        | Från      | Till      | Matcher¹  | Vinster¹  | Förluster¹ | Övertid¹  | GAA¹      | SVS%¹     | Nollor¹   | Matcher²  | Vinster²  | Förluster² | GAA²      | SVS%²     | Nollor²   | Stanley Cup |           |
| ---------- | --------- | --------- | --------- | --------- | --------- | ---------- | --------- | --------- | --------- | --------- | --------- | --------- | ---------- | --------- | --------- | --------- | ----------- | --------- |
| Eddie Läck | 31        | 2015      |           | 46        | 15        | 19         | 8         | 2,89      | .893      | 3         | 0         | 0         | 0          | 0,00      | 1.000     | 0         | 0           |           |

| Utespelare       | Utespelare | Utespelare | Utespelare | Utespelare | Utespelare | Utespelare | Utespelare | Utespelare | Utespelare | Utespelare | Utespelare | Utespelare | Utespelare | Utespelare | Utespelare | Utespelare  |
| Spelare          | Pos        | Nr         | K/A        | Från       | Till       | Matcher¹   | Mål¹       | Assists¹   | Poäng¹     | PIM¹       | Matcher²   | Mål²       | Assists¹   | Poäng²     | PIM²       | Stanley Cup |
| ---------------- | ---------- | ---------- | ---------- | ---------- | ---------- | ---------- | ---------- | ---------- | ---------- | ---------- | ---------- | ---------- | ---------- | ---------- | ---------- | ----------- |
| Tommy Westlund   | VF         | 16         |            | 1999       | 2002       | 203        | 9          | 13         | 22         | 48         | 25         | 1          | 0          | 1          | 17         | 0           |
| Niclas Wallin    | B          | 7          |            | 2000       | 2010       | 517        | 18         | 51         | 69         | 391        | 69         | 3          | 5          | 8          | 32         | 1           |
| Niklas Nordgren  | VF         | 44         |            | 2005       | 2006       | 43         | 4          | 2          | 6          | 30         | 0          | 0          | 0          | 0          | 0          | 0           |
| Elias Lindholm   | C          | 16         |            | 2013       | 2018       | 374        | 64         | 124        | 188        | 76         | 0          | 0          | 0          | 0          | 0          | 0           |
| Victor Rask      | C          | 49         | A          | 2014       | 2019       | 339        | 63         | 100        | 163        | 72         | 0          | 0          | 0          | 0          | 0          | 0           |
| Klas Dahlbeck    | B          | 6          |            | 2016       |            | 25         | 1          | 2          | 3          | 18         | 0          | 0          | 0          | 0          | 0          | 0           |
| Lucas Wallmark   | C          | 71         |            | 2016       | 2020       | 160        | 22         | 32         | 54         | 58         | 15         | 1          | 4          | 5          | 6          | 0           |
| Joakim Nordström | C          | 32         |            | 2015       | 2018       | 228        | 19         | 24         | 43         | 29         | 0          | 0          | 0          | 0          | 0          | 0           |
| Marcus Krüger    | C          | 16         |            | 2017       | 2018       | 48         | 1          | 5          | 6          | 28         | 0          | 0          | 0          | 0          | 0          | 0           |
| Jesper Fast      | HF         | 71         |            | 2020       |            |            |            |            |            |            |            |            |            |            |            |             |
| Joakim Ryan      | B          | 33         |            | 2020       | 2021       | 4          | 0          | 0          | 0          | 0          | 0          | 0          | 0          | 0          | 0          | 0           |

¹ = Grundserie
² = Slutspel
Övertid = Vunnit matcher som har gått till övertid. | GAA = Insläppta mål i genomsnitt | SVS% = Räddningsprocent | Nollor = Hållit nollan det vill säga att motståndarlaget har ej lyckats göra mål på målvakten under en match. | K/A = Om spelare har varit lagkapten och/eller assisterande lagkapten | PIM = Utvisningsminuter

## Första draftval
| - 1997: Nikos Tselios (Hurricanes) (2001–2002, B) Vald som nummer 22. - 1998: Jeff Heerema (Hurricanes, Blues) (2002–2004, HF) Vald som nummer elva. - 1999: David Tanabe (Hurricanes, Coyotes, Bruins) (1999–2008, B) Vald som nummer 16. - 2000: Hurricanes saknade val i förstarundan. - 2001: Igor Knyazev (Spelade aldrig i NHL.) (, B) Vald som nummer 15. - 2002: Cam Ward (Hurricanes) (2005–, MV) Vald som nummer 25. - 2003: Eric Staal (Hurricanes, Wild) (2003–, C) Vald som nummer två. | - 2004: Andrew Ladd (Hurricanes, Blackhawks, Thrashers, Jets, Islanders) (2005–, VF) Vald som nummer fyra. - 2005: Jack Johnson (Kings, Blue Jackets) (2006–, B) Vald som nummer tre. - 2006: Hurricanes saknade val i förstarundan. - 2007: Brandon Sutter (Hurricanes, Penguins, Canucks) (2008–, C) Vald som nummer elva. - 2008: Zach Boychuk (Hurricanes, Penguins, Predators) (2008–2015, C) Vald som nummer 14. - 2009: Philippe Paradis (Har ännu inte spelat i NHL.) (, VF) Vald som nummer 27. - 2010: Jeff Skinner (Hurricanes) (2010–, VF) Vald som nummer sju. | - 2011: Ryan Murphy (Hurricanes) (2011–, B) Vald som nummer tolv. - 2012: Hurricanes saknade val i förstarundan. - 2013: Elias Lindholm (Hurricanes, Flames) (2013–, C) Vald som nummer fem. - 2014: Haydn Fleuyr (Har ännu inte spelat i NHL.) (, C) Vald som nummer sju. - 2015: Noah Hanifin (Hurricanes) (2015–, B) Vald som nummer fem. - 2016: Jake Bean (Har ännu inte spelat i NHL.) (, C) Vald som nummer 13:e. - 2016: Julien Gauthier (Har ännu inte spelat i NHL.) (, C) Vald som nummer 21:a. |